# Глатан
Глатан (фр. Glatens) насеље је и општина у јужној Француској у региону Миди Пирене, у департману Тарн и Гарона која припада префектури Castelsarrasin.
По подацима из 2011. године у општини је живело 71 становника, а густина насељености је износила 30,74 становника/km². Општина се простире на површини од 2,31 km². Налази се на средњој надморској висини од 240 метара (максималној 255 m, а минималној 133 m).

## Демографија
| 1962. | 1968. | 1975. | 1982. | 1990. | 1999. | 2011. |
| ----- | ----- | ----- | ----- | ----- | ----- | ----- |
| 32    | 39    | 25    | 30    | 36    | 54    | 71    |

График промене броја становника у току последњих година